# Фомин, Денис Александрович
Денис Александрович Фомин (3 мая 1996, Лисаковск, Костанайская область, Казахстан) — российский футболист, защитник волгоградского «Ротора».

## Карьера
Родился в казахстанском городе Лисаковск. В детстве переехал вместе с родителями в российский город Иваново, где и начал заниматься футболом. Воспитанник СДЮСШОР «Текстильщик». Тренер — Сергей Вячеславович Петров.
В главную команду региона попал в 16 лет. Перед первым матчем «Текстильщика» в 2013 году против «Знамени Труда» травму получил основной крайний защитник Илья Сысоев. Главный тренер ивановцев Дмитрий Парфенов доверил место юному игроку. Тем самым, Фомин стал одним из самых молодых футболистов, выходившем на поле в составе «красно-черных». Более юными дебютантами в истории команды были только Олег Крушин и Алексей Филиппов. Его прогресс заметили на более высоком уровне. Он несколько раз получал вызовы в юношескую сборную России. В конце года проходил просмотр в московском «Спартаке».
В январе 2015 года получил вызов в молодежную сборную России на Кубок Содружества. На турнире провёл 3 игры. По окончании Кубка Содружества на футболиста вышли представители екатеринбургского «Урала», куда он перешёл 4 февраля.
В премьер-лиге дебютировал 7 марта в гостевом поединке против петербургского «Зенита». На 90-й минуте вышел на замену вместо Владимира Хозина. В своем дебютном сезоне провел два матча и ещё две встречи провел в переходных матчах с «Томью». В следующем сезоне из-за травмы выпал из основной обоймы, ни разу не сыграл в первой части чемпионата. В феврале 2016 года на правах аренды вернулся в родной «Текстильщик».
В сезоне 2016/2017 на правах аренды выступает за ФК «Тамбов». Клуб по итогам сезона 2015/2016 пробился в первенство Первенство ФНЛ, став победителем турнира в группе «Центр» ПФЛ.
В августе 2016 года вновь вернулся на правах аренды в «Текстильщик» (Иваново). Первый матч после возвращения провел против подмосковного клуба «Химки» в рамках 1/32 финала кубка России. В весенней части сезона 2016/2017 с приходом в «Текстильщик» в качестве главного тренера Вадима Евсеева был назначен капитаном команды. По итогам сезона стал бронзовым призёром первенства ПФЛ в группе «Запад». В сезоне 2017/2018, выступая за «Текстильщик» под руководством Дениса Бояринцева, стал серебряным призёром первенства ПФЛ в зоне «Запад», а в следующем сезоне — победителем турнира. Вместе с ивановцами провел два сезона в ФНЛ. В июне 2021 года подписал контракт с другой командой подэлитного дивизиона — «СКА-Хабаровск».
Летом 2023 года Денис принял предложение новороссийского «Черноморца» и быстро закрепился в основном составе команды Константина Зырянова. 

## Достижения
Второй дивизион / Первенство ПФЛ, зона/группа «Запад»
- Победитель: 2018/19
- Серебряный призёр (2): 2013/14, 2017/18
- Бронзовый призёр (2): 2012/13, 2016/17